# Dick Carter
Pour les articles homonymes, voir Carter.
Richard ‘Dick’ Carter, né en 1939 et mort le 7 août 2022, est un joueur de squash australien. 

## Biographie
Au niveau régional, il est l'un des principaux acteurs de l'équipe de Nouvelle-Galles du Sud, invaincue en 78 matches. Il participe aux championnats du monde par équipes avec l'équipe nationale australienne en 1967, 1969 et 1971, remportant le titre de champion du monde à chacune de ses trois participations. En simple, il fait partie du tableau principal des championnats du monde en 1976 et 1977, et est éliminé au premier tour à chaque fois. Son meilleur résultat au British Open fut d'atteindre les quarts de finale en 1969. En 1965, il devint champion de Nouvelle-Zélande à l'invitation de l'Association néo-zélandaise de squash, qui espérait que la participation de Carter et celle de Heather Blundell chez les femmes permettraient d'élever le niveau de la compétition.

## Palmarès

### Titres
- Championnats de Nouvelle-Zélande : 1965
- Championnats du monde par équipes : trois titres (1967, 1969, 1971)